# Бичитр

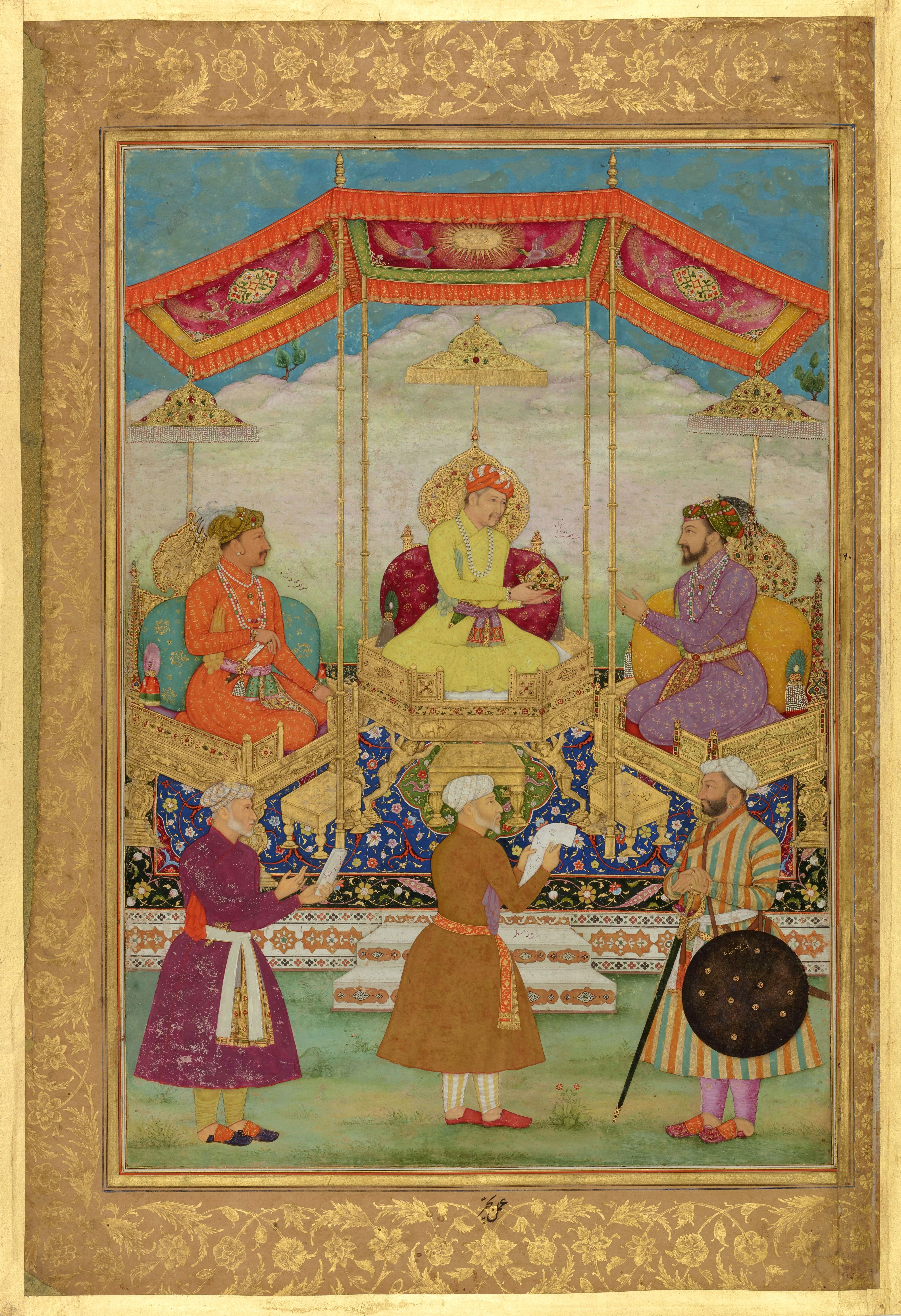
Бичитр. Акбар передаёт императорскую корону Шах Джахану. Лист из «Альбома Минто». 1631 г, Библиотека Честер Битти, Дублин.

Бичитр — индийский художник XVII века. Активно творил в 1610—1660 годах.
Придворный живописец времен владычества Великих Моголов падишахов Джахангира, Шах Джахана и возможно Аурангзеба.

## Биография

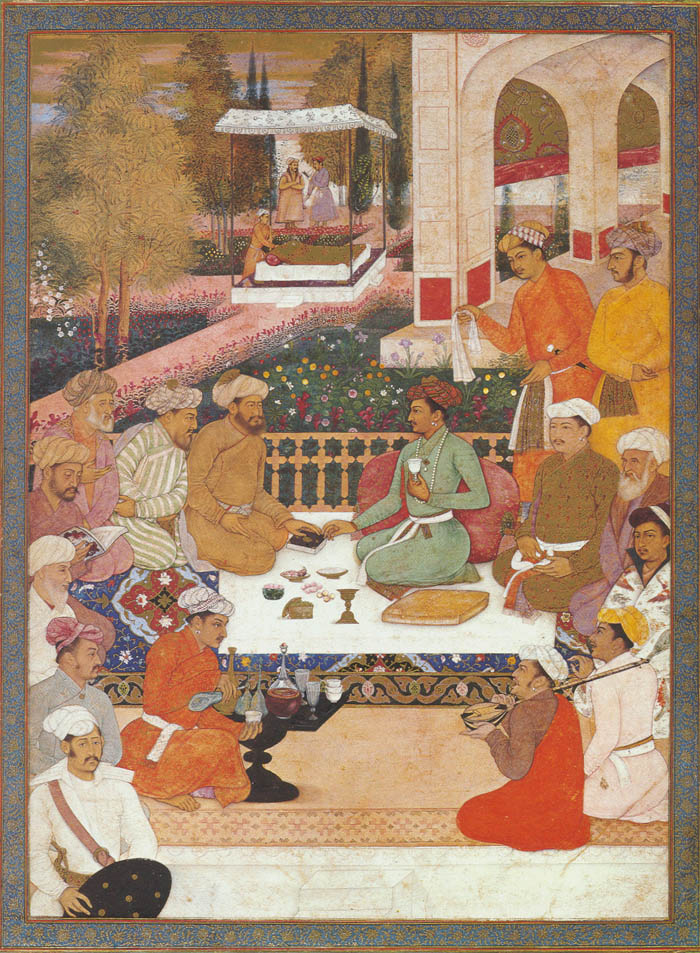
Дара Шукон и философы.

По некоторым данным был воспитан при дворе. Получил основы образования. Кроме родного языка знал персидский. Ученик художника Абу-ль-Хасана.
В 1610 году во времена падишаха Джахангира стал работать в императорской мастерской (китабхане). Наибольшее признание достиг во время правления Шаха Джахана (принимал участие в иллюстрации «Сборников Шах Джахана»), став выдающимися портретистом своего времени. Его покровителем был влиятельный сановник Асаф-хан.

## Творчество
Самая ранняя известная работа, датируется примерно 1615 годом и показывает уже совершенно зрелый стиль. На портрете Джахангира, написанном около 1616 года, Бичитр поместил свой автопортрет: он выглядит как мужчина в возрасте около 30 лет в костюме придворного индийского двора. Манера его придворного стиля, возможно, была самой блестящей из всех мастеров империи Великих Моголов .
Бичитр был превосходным художником-портретистом и мастером, фиксировавшим великие события государства, пользуясь безупречной техникой. Бичитр преимущественно писал портреты могольских правителей и членов их семьи, иногда духовных лиц и членов свиты падишаха. На всех миниатюрах присутствует довольно изобретательный орнамент.
Был он довольно плодовитым художником, мог рисовать как животных, так и людей. Картины, созданные Бичитром отличает чувственность, реалистичное отображение черт лица. Заметно сочетание могольской традиции с западным влиянием (в частности, использовал оттенки, мотивы европейской графики). Портреты выполнены в профиль или в полупрофиль, тело показано в три четверти. Прослеживается явление пространства. С 1630 года наблюдается переход от мягкого, романтичного стиля к более эмоционально сдержанного.